# Possiólok ímieni M. Górkogo
Possiólok ímieni M. Górkogo - Посёлок имени М. Горького (rus) és un possiólok, un poble, del krai de Krasnodar, a Rússia. Es troba a la vora dreta del riu Txelbas, a 17 km al nord-est de Kropotkin i a 144 km al nord-est de Krasnodar, la capital.
Pertanyen a aquest municipi els khútors de Txernomurovski i Proletarski (khútor) i els possiolki d'Oziorni i Proletarski (possiólok).